# 施瓦茨河 (克林根格拉本河支流)
47°36′46″N 8°20′30″E / 47.61273°N 8.34161°E

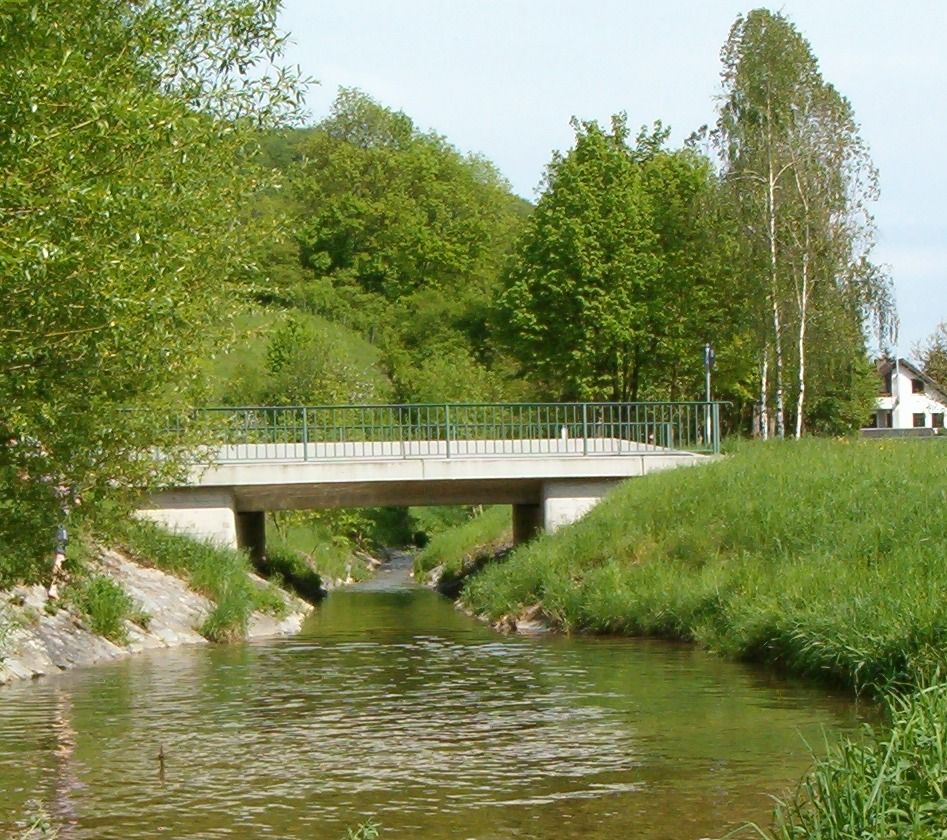

施瓦茨河（德語：Schwarzbach）是西歐的河流，流經德國和瑞士，屬於克林根格拉本河的左支流，河道全長17.5公里，流域面積64.1平方公里，發源自勞赫林根以東，河口處在代蒂希霍芬。